# Franz Adolf von Anhalt-Bernburg-Schaumburg-Hoym
Franz Adolf von Anhalt-Bernburg-Schaumburg-Hoym (* 7. Juli 1724 in Schloss Schaumburg; † 22. April 1784 in Halle (Saale)) war ein Prinz von Anhalt-Bernburg-Schaumburg-Hoym und preußischer General.

## Leben
Franz Adolf war ein Sohn des Fürsten Viktor I. von Anhalt-Bernburg-Schaumburg-Hoym (1693–1772) aus dessen erster Ehe mit Charlotte Luise (1680–1739), Tochter des Grafen Wilhelm Moritz zu Isenburg und Büdingen in Birstein. Bis zur Geburt seines Neffen 1767 war Franz Adolf präsumtiver Erbprinz von Anhalt-Bernburg-Schaumburg-Hoym.
In preußischen Diensten nahm Franz Adolf an den schlesischen Feldzügen mit Auszeichnung teil. 1759 wurde er Chef des Regiments Kahlden zu Fuß. 1771 wurde er Generalleutnant der Infanterie. Er war Träger des Schwarzen Adlerordens.

## Ehe und Nachkommen
Franz Adolf vermählte sich am 19. Oktober 1762 in Nieder-Kauffung in Schlesien (heute Wojcieszów) mit Maria Josepha (1741–1785), Tochter des Grafen Johann Wolfgang von Hasslingen und der Ernestina geb. Freiin von Kottwitz aus altadeligem Geschlecht, die vom Kaiser in den Reichsgrafenstand erhoben wurde. Wegen der Unebenbürtigkeit der Ehe erhoben die Brüder Franz Adolfs Klage beim Reichshofrat und beriefen sich dabei auf das 1756 erlassene Hausgesetz, dass niederen Adel von der Ebenbürtigkeit ausschloss. Ohne ein Urteil wies der Reichshofrat die Klage ab und empfahl eine gütliche Einigung. Franz Adolf wandte sich in dieser Angelegenheit an den preußischen König, der das Ansinnen mit der Notiz „Stinkent Fet und Schmirige buter - ne Finke“ ablehnte. Aus seiner Ehe hatte Franz Adolf folgende Kinder:
- Viktor Friedrich (1764–1767)
- Charlotte Luise (1766–1776)
- Friedrich Franz Christoph (1769–1807)

⚭ 1790 Karoline Westarp (1773–1818), „Gräfin von Westarp“ 1798; Urahnen des Adelsgeschlechts Westarp
- Viktoria Amalie Ernestine (1772–1817)

⚭ 1. 1791 Landgraf Karl von Hessen-Philippsthal (1757–1793)
⚭ 2. 1796 Graf Franz Karl Eduard von Wimpffen (1776–1842)
- Adolf Karl Albrecht (1773–1776)
- Leopold Ludwig (1775–1776)
- Marie Henriette (1779–1780)